# Jean D'Amour
Jean D'Amour, né le 9 septembre 1963, est un homme politique québécois.

## Biographie
Après des études collégiales en sciences humaines et une formation en radio, il est successivement animateur de radio, attaché politique du ministre Albert Côté et directeur général de la Chambre de commerce de Rivière-du-Loup. Il est élu maire de Rivière-du-Loup en 1999 et a occupé ce poste pendant 8 ans. Au cours de son mandat, il a piloté plusieurs dossiers, dont la construction du Centre Premier Tech, la construction d'une voie de contournement vers l'autoroute 20 ainsi que l'implantation et l'agrandissement d'une trentaine d'usines dans le parc industriel local . Il a également membre du conseil d'administration de l'Union des municipalités du Québec et président du comité organisateur de la rencontre annuelle de l'organisme en 2007. 
Le 24 septembre 2008, il a été condamné à 1 200 $ pour conduite avec facultés affaiblies après avoir été intercepté par les policiers près de Québec. Son permis de conduire a également été suspendu pour un an. Une fois l'affaire connue du public, le Parti libéral du Québec a publié un communiqué de presse de deux paragraphes dans lequel M. D'Amour regrette son geste.
Le 30 mars 2009, il est nommé candidat du PLQ dans l'élection partielle rendue nécessaire par la démission du député sortant et chef de l'Action démocratique du Québec, Mario Dumont, dans la circonscription de Rivière-du-Loup. Il affronta notamment le péquiste et ancien député fédéral Paul Crête. Après deux défaites contre Mario Dumont lors des élections générales de 1994 et de 2007, il remporte finalement la victoire le 22 juin par une majorité de 2 536 voix. Quelques mois avant de se porter candidat à l'élection partielle de 2009, il affirmait trop aimer son travail pour se porter candidat lors de l'élection générale du 8 décembre 2008.

## Maire de Rivière-du-Loup
Il a été maire de la ville de Rivière-du-Loup entre 1999 et février 2007. 

## Président du Parti libéral du Québec
Il fut le président du Parti libéral du Québec de mars 2008 à août 2009. 

## Député
Il est élu député de Rivière-du-Loup à l'élection partielle du 22 juin 2009. Du 28 janvier 2016 au 23 août 2018, il est ministre délégué aux Affaires maritimes dans le gouvernement Philippe Couillard. Il est défait par le candidat de la Coalition avenir Québec, Denis Tardif lors des élections générales de 2018.

## Fonctions de Ministre au Gouvernent du Québec
- Ministre responsable de la région du Bas-Saint-Laurent (2014)[8]
- Ministre délégué aux Affaires maritimes  (2016)[9]
- Ministre délégué aux Transports et à l'Implantation de la Stratégie maritime, responsable de la région de la Gaspésie–Îles-de-la-Madeleine (2016)[10]

## Controverse
Les liens de M. D'Amour avec la firme de génie-conseil BPR — où il a travaillé à titre de directeur du développement des affaires pour le Bas-Saint-Laurent, entre 2007 et 2009 — ont suscité la controverse étant donné que la firme a été éclaboussée dans une affaire relative à l'installation des compteurs d'eau pour la ville de Montréal. BPR, qui est active dans le secteur municipal, a obtenu un contrat de gestion des biogaz à Rivière-du-Loup en 2006. Selon le maire actuel de la municipalité, Michel Morin, le contrat a été signé sous son mandat, mais la sélection de la firme responsable du projet avait été faite l'année précédente, alors que M. Morin était conseiller municipal et à la fin du mandat de M. D'Amour.
Étant donné que les contacts de M. D'Amour avec son successeur se sont produits moins de deux ans après son départ de la mairie, ils intéressent le commissaire au lobbyisme du Québec qui effectue des « vérifications pour voir si les faits justifient une enquête en bonne et due forme ». À la suite du dépôt du rapport du commissaire en février 2010, Jean D'Amour plaide coupable à une infraction à la loi sur le lobbyisme et se voit imposer une amende de 500$.

## Distinction
- Ordre du mérite maritime (2018) [12],[13]

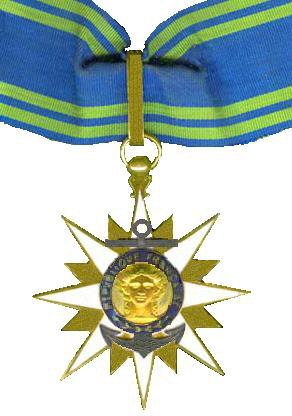
Jean D'Amour a reçu une décoration de l'Ordre du mérite maritime.

## Résultats électoraux
|                                                                                               | Nom                      | Parti            | Nombre de voix | %      | Maj.  |
| --------------------------------------------------------------------------------------------- | ------------------------ | ---------------- | -------------- | ------ | ----- |
|                                                                                               | Denis Tardif             | Coalition avenir | 13 439         | 39,2 % | 1 962 |
|                                                                                               | Jean D'Amour (sortant)   | Libéral          | 11 477         | 33,5 % | -     |
|                                                                                               | Vincent Couture          | Parti québécois  | 5 230          | 15,2 % | -     |
|                                                                                               | Goulimine Sylvie Cadôret | Québec solidaire | 3 783          | 11 %   | -     |
|                                                                                               | Martin Perron            | Conservateur     | 373            | 1,1 %  | -     |
| Total                                                                                         | Total                    | Total            | 34 302         | 100 %  |       |
| Le taux de participation lors de l'élection était de 69,4 % et 583 bulletins ont été rejetés. |                          |                  |                |        |       |

|                                                                                             | Nom                    | Parti                | Nombre de voix | %      | Maj.  |
| ------------------------------------------------------------------------------------------- | ---------------------- | -------------------- | -------------- | ------ | ----- |
|                                                                                             | Jean D'Amour (sortant) | Libéral              | 18 086         | 51,7 % | 9 708 |
|                                                                                             | Michel Lagacé          | Parti québécois      | 8 378          | 23,9 % | -     |
|                                                                                             | Charles Roy            | Coalition avenir     | 5 794          | 16,6 % | -     |
|                                                                                             | Louis Gagnon           | Québec solidaire     | 2 129          | 6,1 %  | -     |
|                                                                                             | Frank Malenfant        | Parti des sans parti | 354            | 1 %    | -     |
|                                                                                             | Étienne Massé          | Option nationale     | 245            | 0,7 %  | -     |
| Total                                                                                       | Total                  | Total                | 34 986         | 100 %  |       |
| Le taux de participation lors de l'élection était de 70 % et 494 bulletins ont été rejetés. |                        |                      |                |        |       |

|                                                                                               | Nom                    | Parti                  | Nombre de voix | %      | Maj.  |
| --------------------------------------------------------------------------------------------- | ---------------------- | ---------------------- | -------------- | ------ | ----- |
|                                                                                               | Jean D'Amour (sortant) | Libéral                | 15 317         | 40,9 % | 2 447 |
|                                                                                               | Michel Lagacé          | Parti québécois        | 12 870         | 34,4 % | -     |
|                                                                                               | Gaétan Lavoie          | Coalition avenir       | 6 949          | 18,6 % | -     |
|                                                                                               | Stacy Larouche         | Québec solidaire       | 1 116          | 3 %    | -     |
|                                                                                               | Nadia Pelletier        | Vert                   | 647            | 1,7 %  | -     |
|                                                                                               | Jonathan St-Pierre     | Option nationale       | 410            | 1,1 %  | -     |
|                                                                                               | Sylvain Potvin         | Coalition constituante | 135            | 0,4 %  | -     |
| Total                                                                                         | Total                  | Total                  | 37 444         | 100 %  |       |
| Le taux de participation lors de l'élection était de 74,6 % et 430 bulletins ont été rejetés. |                        |                        |                |        |       |

|                                                                                               | Nom                  | Parti                        | Nombre de voix | %      | Maj.  |
| --------------------------------------------------------------------------------------------- | -------------------- | ---------------------------- | -------------- | ------ | ----- |
|                                                                                               | Jean D'Amour         | Libéral                      | 9 959          | 47,5 % | 2 445 |
|                                                                                               | Paul Crête           | Parti québécois              | 7 514          | 35,8 % | -     |
|                                                                                               | Gilberte Côté        | Action démocratique          | 3 089          | 14,7 % | -     |
|                                                                                               | Martin Poirier       | Vert                         | 151            | 0,7 %  | -     |
|                                                                                               | Victor-Lévy Beaulieu | Indépendant                  | 93             | 0,4 %  | -     |
|                                                                                               | Benoît Renaud        | Québec solidaire             | 89             | 0,4 %  | -     |
|                                                                                               | Denis Couture        | Réforme financière           | 40             | 0,2 %  | -     |
|                                                                                               | Éric Tremblay        | Parti indépendantiste (2008) | 37             | 0,2 %  | -     |
| Total                                                                                         | Total                | Total                        | 20 972         | 100 %  |       |
| Le taux de participation lors de l'élection était de 61,6 % et 119 bulletins ont été rejetés. |                      |                              |                |        |       |

|                                                                                               | Nom                    | Parti               | Nombre de voix | %      | Maj.  |
| --------------------------------------------------------------------------------------------- | ---------------------- | ------------------- | -------------- | ------ | ----- |
|                                                                                               | Mario Dumont (sortant) | Action démocratique | 15 276         | 58,5 % | 7 886 |
|                                                                                               | Jean D'Amour           | Libéral             | 7 390          | 28,3 % | -     |
|                                                                                               | Hugues Belzile         | Parti québécois     | 2 821          | 10,8 % | -     |
|                                                                                               | Martin Poirier         | Vert                | 639            | 2,4 %  | -     |
| Total                                                                                         | Total                  | Total               | 26 126         | 100 %  |       |
| Le taux de participation lors de l'élection était de 78,3 % et 210 bulletins ont été rejetés. |                        |                     |                |        |       |